# Dorleta Eskamendi
Dorleta Eskamendi Gil (Rentería, Guipúzcoa, 2 de enero de 1992) es una ciclista profesional española que desde 2016 corre en el equipo Lares-Waowdeals de Bélgica, formando parte del reducido grupo de ciclistas españolas con contrato en un equipo extranjero.

## Trayectoria deportiva
Su trayectoria deportiva internacional comenzó en 2010 cuando fue seleccionada por España para participar en el Campeonato Mundial en Ruta Juvenil finalizando en al 44.ª posición tras destacar en esa categoría en España por ejemplo con la medalla de plata del Campeonato de España en Ruta Juvenil en 2009; y poco antes en campeonatos y carreras de categoría infantil incluyendo algunos de ciclismo en pista.
En 2011 subió al profesionalismo de la mano del Debabarrena-Gipuzkoa y destacó a nivel nacional aunque sin victorias -pero de nuevo fue seleccionada para disputar el Campeonato Europeo esa vez en categoría sub-23, obteniendo el puesto 41.º-; solo obtuvo victorias a nivel regional. En 2012 fichó por el Bizkaia-Durango y durante 3 años no obtuvo resultados destacados ya que sus mejores puestos los consiguió en pruebas nacionales aunque de nuevo sin victorias, pese a ello volvió a ser convocada por la Selección de España sub-23 para el Campeonato de Europa en Ruta sub-23 2013 en el que no pudo finalizar la prueba. En 2015 consiguió el 12.º puesto en el Gran Premio Cholet-Pays de Loire Femenino lo que la llevó a ser seleccionada de nuevo con la selección nacional, esta vez absoluta, para disputar el Tour de Bretaña femenino obteniendo el 25º puesto.
Esos resultados obtenidos en el 2015 la dieron la oportunidad de fichar por el nuevo equipo Lares-Waowdeals de cara al 2016.

## Palmarés
No ha conseguido victorias como profesional.

## Resultados en Grandes Vueltas y Campeonatos del Mundo
Durante su carrera deportiva ha conseguido los siguientes puestos en las Grandes Vueltas femeninas y en los Campeonatos del Mundo en carretera:
| Carrera         | 2011 | 2012 | 2013 | 2014 | 2015 | 2016 |
| --------------- | ---- | ---- | ---- | ---- | ---- | ---- |
| Giro de Italia  | -    | -    | 96.ª | 56.ª | -    |      |
| Tour de l'Aude  | X    | X    | X    | X    | X    | X    |
| Grande Boucle   | X    | X    | X    | X    | X    | X    |
| Mundial en Ruta | -    | -    | -    | -    | -    |      |

-: no participa

X: ediciones no celebradas

## Equipos
- Debabarrena-Gipuzkoa (2011)
- Bizkaia-Durango (2012-2015)
- Lares-Waowdeals Women Cycling Team (2016)